# Allan Oyirwoth
Allan Oyirwoth (Pakwach, 23 gennaio 2007) è un calciatore ugandese, centrocampista del N.E. Revolution e della nazionale ugandese.

## Carriera

### Club
È cresciuto nel settore giovanile del MYDA, in Uganda. L'8 gennaio 2025 è stato acquistato a titolo definitivo dal N.E. Revolution, club della MLS, con cui ha siglato un contratto triennale.

### Nazionale
Il 21 novembre 2023 ha debuttato con la nazionale ugandese nell'incontro di qualificazione per il campionato mondiale 2026 vinto 1-0 contro la Somalia, dove ha fornito a Rogers Mato l'assist per il gol decisivo.

## Statistiche

### Cronologia presenze e reti in nazionale
| Cronologia completa delle presenze e delle reti in nazionale ― Uganda | Cronologia completa delle presenze e delle reti in nazionale ― Uganda | Cronologia completa delle presenze e delle reti in nazionale ― Uganda | Cronologia completa delle presenze e delle reti in nazionale ― Uganda | Cronologia completa delle presenze e delle reti in nazionale ― Uganda | Cronologia completa delle presenze e delle reti in nazionale ― Uganda | Cronologia completa delle presenze e delle reti in nazionale ― Uganda | Cronologia completa delle presenze e delle reti in nazionale ― Uganda |
| Data                                                                  | Città                                                                 | In casa                                                               | Risultato                                                             | Ospiti                                                                | Competizione                                                          | Reti                                                                  | Note                                                                  |
| --------------------------------------------------------------------- | --------------------------------------------------------------------- | --------------------------------------------------------------------- | --------------------------------------------------------------------- | --------------------------------------------------------------------- | --------------------------------------------------------------------- | --------------------------------------------------------------------- | --------------------------------------------------------------------- |
| 21-11-2023                                                            | Berkane                                                               | Somalia                                                               | 0 – 1                                                                 | Uganda                                                                | Qual. Mondiali 2026                                                   | -                                                                     | 68’                                                                   |
| 19-1-2024                                                             | Il Cairo                                                              | Kuwait                                                                | 0 – 2                                                                 | Uganda                                                                | Amichevole                                                            | -                                                                     | 63’                                                                   |
| Totale                                                                |                                                                       | Presenze                                                              | 2                                                                     |                                                                       | Reti                                                                  | 0                                                                     |                                                                       |